# NGC 4366
NGC 4366 (również PGC 40421) – galaktyka eliptyczna (E?), znajdująca się w gwiazdozbiorze Panny. Odkrył ją William Herschel 13 kwietnia 1784 roku. Należy do Gromady w Pannie.